# 胡逸山
胡逸山（Ei Sun Oh，1974年8月16日—）是一名馬來西亞國際關係學者、政治人物，目前擔任亞洲策略與領導研究院高級顧問和新加坡國際事務學會顧問，以前也曾任職馬來西亞首相署新聞秘書。
早年就讀亞庇建國中學，其後以16歲之齡進入加利福尼亞大學戴維斯分校，先後考獲法律学博士、工程学硕士、国际工商管理硕士、航空工程学士、机械工程学士和德国文学士等學位。